# 돌고래급 잠수정
돌고래급 잠수정은 대한민국 해군특수전여단의 침투용 잠수정이다. 이탈리아의 코스모스급 잠수정을 모방한 것이며, 타코마코리아에서 건조하여 1983년부터 총 3척이 취역하였다. 돌고래급 잠수정은 잠수특전요원을 적진으로 침투시키기 위해 개발되었으며, 야간작전을 위해 펄킹턴의 CK41잠망경을 장착하고 제한적이지만 어뢰발사능력을 갖추고 있다. 돌고래급은 소형잠수정으로 연안작전 능력에 한정되어 있다는 단점이 있다. 돌고래급은 2003년 이후 모두 현역에서 물러났으나 현재에도 훈련용으로 사용된다.

## 대한민국 최초의 잠수함
대한민국 최초의 잠수함은 장보고함이다. 대한민국 최초의 잠수정은 이탈리아의 코스모스급 잠수정이다.

## 선박
- SSM-051 1985년 취역, 2003년 퇴역
- SSM-052 1990년 취역, 2016년 퇴역
- SSM-053 1991년 취역, 2016년 퇴역

## 같이 보기
- 유고급 잠수함 - 90년대 이전까지 대한민국에서 만들어진 잠수함이 돌고래급이라면, 조선민주주의인민공화국에서 만들어진 잠수함은 유고급이다. 배수량 90톤으로 돌고래급보다 적지만, 406 mm 어뢰관 2문의 무장은 동일하다.